# Edgar Vincent, 1:e viscount D'Abernon

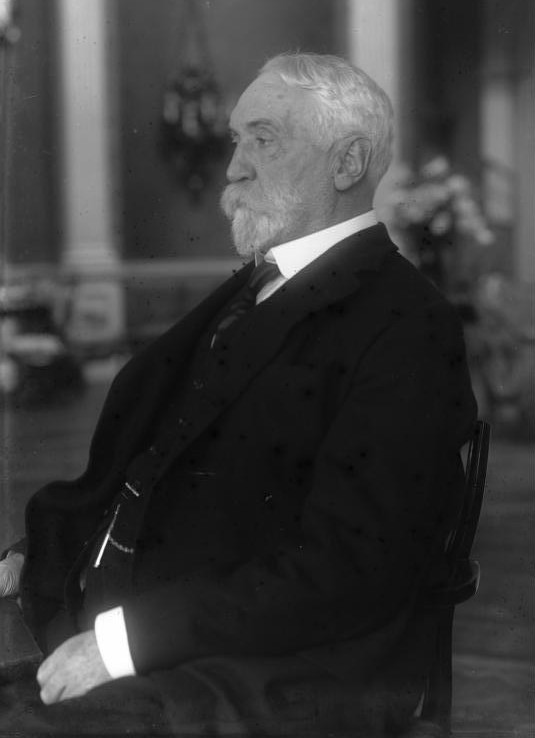
Edgar Vincent, 1:e viscount D'Abernon, 1926.

Edgar Vincent, 1:e viscount D'Abernon, född 19 augusti 1857, död 1 november 1941, var en brittisk diplomat, finansman och politiker. Han var bror till Howard Vincent.
Vincent, som redan 1882 som diplomat och finansman specialiserat sig på turkiska förhållanden, var 1899–1906 konservativ medlem av underhuset och 1912–1917 ordförande i kommissionen för handeln med dominions. Åren 1920–1926 var han ambassadör i Berlin, och hade stor andel i Dawesplanen 1924, samt påverkade Gustav Stresemann till den samförståndspolitik, som inleddes med Locarnofördraget och bekräftades med Tysklands upptagande i Nationernas förbund 1926. År 1929 började han utge sina minnen från Berlin under titeln An ambassador of peace. Vincent blev peer 1914 som baron D'Abernon och upphöjdes 1926 till viscount.